# Iberis atlantica
Iberis atlantica là một loài thực vật có hoa trong họ Cải. Loài này được (Litard. & Maire) Greuter & Burdet mô tả khoa học đầu tiên năm 1983.